# Кондаков, Николай Яковлевич
Никола́й Я́ковлевич Кондако́в (род. 1 декабря 1949 года в селе Новопавловка Селенгинского аймака Бурятской АССР, РСФСР, СССР) — российский инженер-мелиоратор, политический деятель, депутат Верховного Совета Республики Бурятия (1990—1993), депутат Государственной Думы ФС РФ первого созыва (1993—1995), заслуженный мелиоратор Российской федерации.

## Биография
Получил среднее техническое образование в Кяхтинском гидромелиоративном техникуме. Получил высшее образование на факультете гражданского строительства в Восточно-Сибирском технологическом институте. С 1970 по 1974 год проходил срочную службу в армии. С 1972 по 1974 год работал в Объединении «Росводремстрой» инженером производственно-технического отдела и в Селенгинском строительно-монтажном управлении мастером. С 1974 года работал инженером строителем. С 1977 года работал главным инженером, с 1978 года — начальником производственно-технического отдела треста «Бурятводремстрой».
С 1980 года работал в Управлении строительства «Бурятводстрой» начальником Иволгинской ПМК, с 1984 года — руководитель дирекции Министерства водного и лесного хозяйства Бурятской АССР. С 1988 года — начальник объединения «Бурятводмелиорация». С 1990 по 1993 год был депутатом, заместителем председателя комиссии по аграрным вопросам Верховного Совета Бурятской АССР.
В 1993 году был избран депутатом Государственной думы Федерального Собрания Российской Федерации первого созыва от Бурятского одномандатного избирательного округа № 8. В Государственной думе был членом комитета по природным ресурсам и природопользованию, входил во фракцию Аграрной партии России.
С 1996 года работал в Комитете по мелиорации и сельскому хозяйству Республики Бурятия председателем. В 2011 году работал директором Управления мелиорации земель и сельскохозяйственного водоснабжения по Республике Бурятия.
В 2013 году стал депутатом Народного Хурала Бурятии, вакантный мандат был передан решением Бурятского регионального отделения КПРФ.

## Награды
- Медаль «За заслуги перед Отечеством» II степени (2006 г.)[2]
- Почетное звание «Заслуженный мелиоратор РФ» (1992 г.)[2]
- Звание «Отличник водного хозяйства РФ» (2001)[2]